# Zaur Chapov
Zaur Zalimbievič Chapov (in russo Заур Залимбиевич Хапов?; Nal'čik, 21 ottobre 1964) è un ex calciatore e allenatore di calcio russo.

## Carriera

### Calciatore

#### Club
Ha esordito nel 1983 con lo SKA Rostov nella seconda serie sovietica; a fine stagione, grazie al secondo posto finale, la squadra ottenne la promozione in massima serie. Nel 1984 Chapov non scese mai in campo; dalla stagione seguente scese quindi in terza serie con lo Spartak Nal'čik, squadra della sua città natale, dove trovò continuità e vi rimase due stagioni.
Ritornato in massima serie con lo Spartak Mosca, vinse il campionato, senza però scendere in campo. Scese allora in seconda serie con lo Šinnik, divenendone titolare.
Passato alla Dinamo Tbilisi, giocò sei partite in massima serie; l'anno seguente, con la ritrovata indipendenza della Georgia, la Dinamo cambiò nome in Iberia e vinse la prima edizione del campionato georgiano.
Tornato in patria fu titolare fisso dell'Alanija Vladikavkaz (inizialmente noto come Spartak) con cui collezionò 254 presenze e vinse un campionato.
Chiuse la carriera nella Lokomotiv Mosca, vincendo una Coppa di Russia, giocando prima nella squadra principale e poi nella formazione riserve.

#### Nazionale
Ha collezionato due presenze con la propria nazionale, subendo due reti. Esordì il 29 giugno 1994 in amichevole contro gli Stati Uniti, giocando titolare.

### Allenatore
Smessi i panni di calciatore, rimase nell'orbita della Lokomotiv Mosca, ricoprendo per lo più i ruoli di vice o di preparatore dei portieri.
Ha ricoperto il ruolo di vice anche all'Amkar Perm' e di preparatore dei portieri all'Anži per quattro anni.
È stato allenatore ad interim della Lokomotiv tra aprile e giugno 2022, prendendo il posto di Marvin Compper.

## Statistiche

### Cronologia presenze e reti in nazionale
| Cronologia completa delle presenze e delle reti in nazionale ― Russia | Cronologia completa delle presenze e delle reti in nazionale ― Russia | Cronologia completa delle presenze e delle reti in nazionale ― Russia | Cronologia completa delle presenze e delle reti in nazionale ― Russia | Cronologia completa delle presenze e delle reti in nazionale ― Russia | Cronologia completa delle presenze e delle reti in nazionale ― Russia | Cronologia completa delle presenze e delle reti in nazionale ― Russia | Cronologia completa delle presenze e delle reti in nazionale ― Russia |
| Data                                                                  | Città                                                                 | In casa                                                               | Risultato                                                             | Ospiti                                                                | Competizione                                                          | Reti                                                                  | Note                                                                  |
| --------------------------------------------------------------------- | --------------------------------------------------------------------- | --------------------------------------------------------------------- | --------------------------------------------------------------------- | --------------------------------------------------------------------- | --------------------------------------------------------------------- | --------------------------------------------------------------------- | --------------------------------------------------------------------- |
| 29-1-1994                                                             | Seattle                                                               | Stati Uniti                                                           | 1 – 1                                                                 | Russia                                                                | Amichevole                                                            | -1                                                                    |                                                                       |
| 2-2-1994                                                              | Oakland                                                               | Messico                                                               | 1 – 4                                                                 | Russia                                                                | Amichevole                                                            | -1                                                                    |                                                                       |
| Totale                                                                |                                                                       | Presenze                                                              | 2                                                                     |                                                                       | Reti                                                                  | -2                                                                    |                                                                       |

## Palmarès

### Giocatore
- Campionati sovietici: 1

Spartak Mosca: 1987
- Campionati georgiani: 14

Iberia Tbilisi: 1990
- Campionato russo: 1

Alanija Vladikavkaz: 1995
- Coppa di Russia: 1

Lokomotiv Mosca: 1999-2000